# Pałac w Charbrowie
Pałac w Charbrowie – zabytkowy pałac we wsi Charbrowo, w województwie pomorskim, w powiecie lęborskim, w gminie Wicko,  Obiekt wraz z parkiem został wpisany do rejestru zabytków nieruchomych województwa pomorskiego.

## Historia
Pałac został wybudowany w 1660 roku przez starostę lęborskiego Christopha von Somnitz. Stanowił on główną siedzibę rodu aż do końca II Wojny Światowej. Pałac był wielokrotnie przebudowywany, między innymi w XVIII, XIX i XX wieku. Ostatecznie uzyskał zabudowę na planie litery „L”, składającą się z piętrowego korpusu głównego nakrytego wysokim dachem naczółkowym, dwóch skrzydeł bocznych wybudowanych w XIX stuleciu, ośmiokątnej, trzykondygnacyjnej wieży z 1907 r., nakrytej miedzianym hełmem i usytuowanej w wewnętrznym narożniku dziedzińca między korpusem głównym poprzedzonym portykiem, a prawym skrzydłem. Nad gankiem między oknami umiejscowiono kartusz herbowy rodu von Somnitz. Oba skrzydła nakryto dwuspadowymi dachami, lewe jest parterowe, a prawe piętrowe. Wnętrza zachowały dawny układ i częściowo XIX-wieczną stolarkę, m.in. schody w sieni. Wokół pałacu znajdują się resztki starego parku, a w nim neoklasycystyczne mauzoleum Somnitzów z pierwszej połowy XIX wieku.
Obiekt został przystosowany do świadczenia usług hotelarskich.

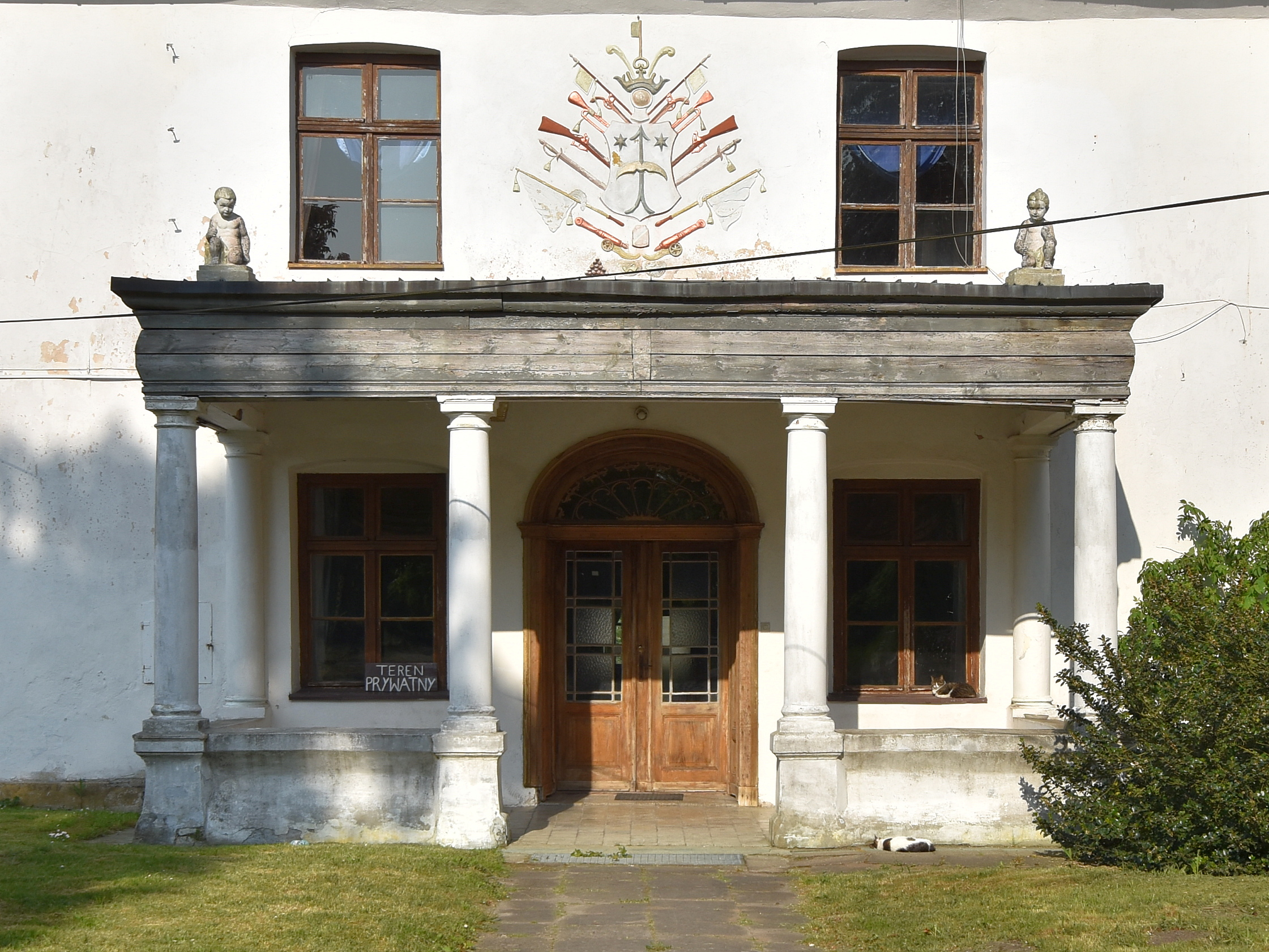
Portyk z herbem  Somnitz
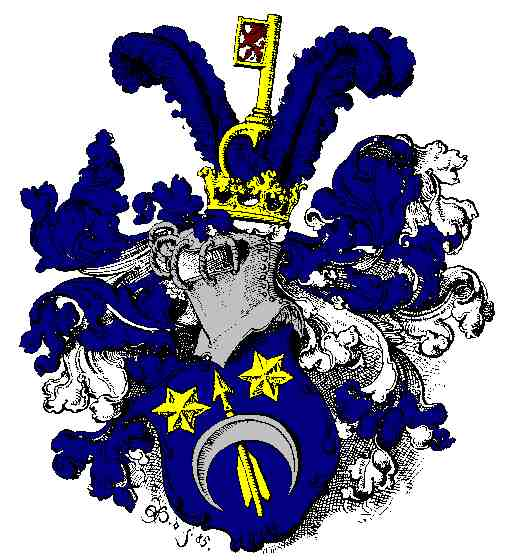
Herb von Somnitz
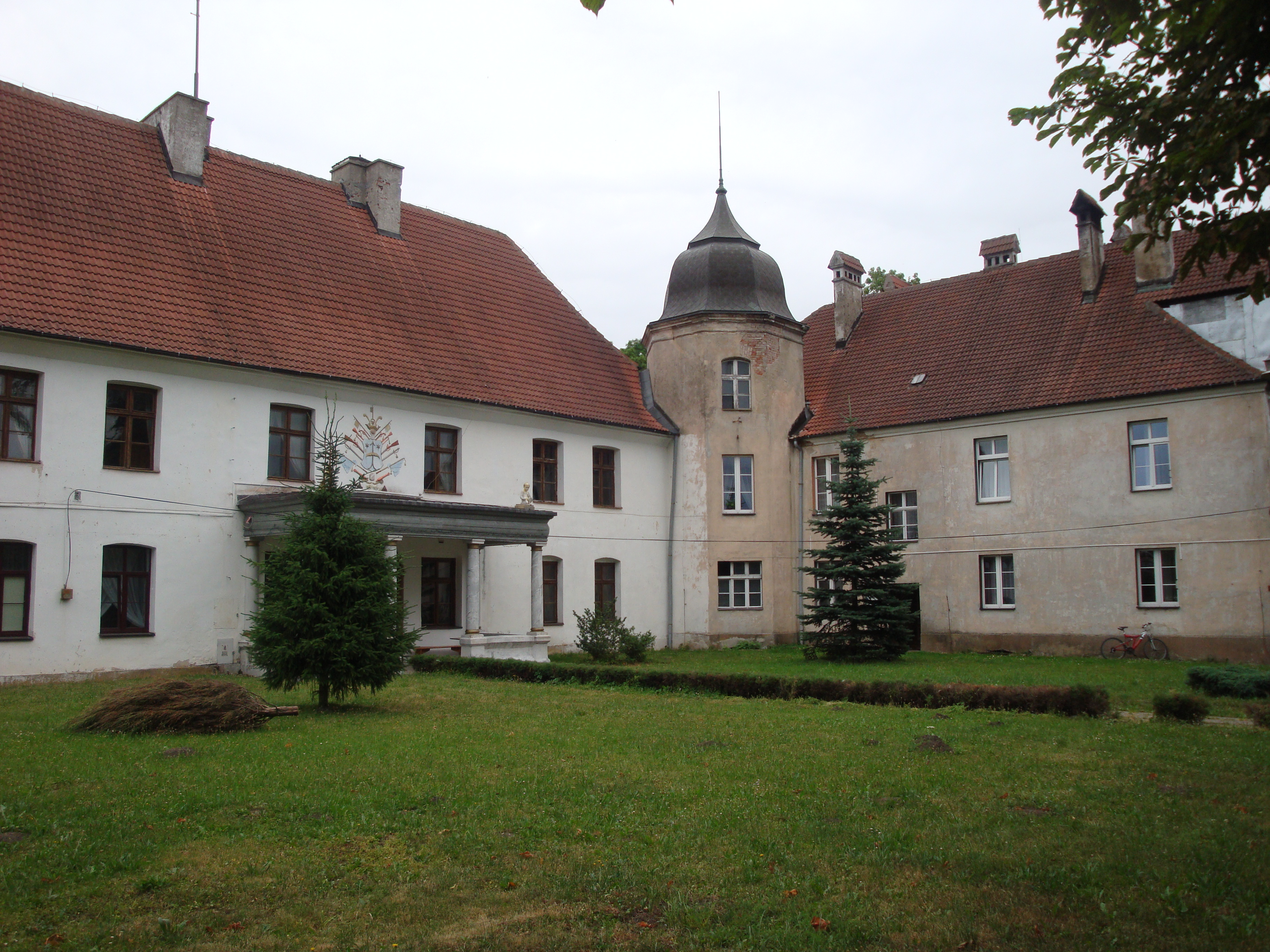